# Dansk Melodi Grand Prix 2000
Dansk Melodi Grand Prix 2000 var den danske konkurrence om at finde en deltager til Eurovision Song Contest 2000. Konkurrencen blev sendt direkte fra Cirkusbygningen i København lørdag 19. februar 2000. Værterne var Natasja Crone og Michael Carøe. Kapelmestern var Jesper Svejdal.
DR havde henvendt sig til 100 sangskrivere, som de gerne vil have til at lave en sang til konkurrencen. Af de indsendte bidrag havde man udvalgt ti, som deltog i konkurrencen.
Vindersangen gik efterfølgende hen og vandt for Danmark i Eurovision under den engelske titel Fly on the Wings of Love, og blev et stort hit i Danmark. 
Med den danske sejr i Eurovision øgedes den ellers lave danske interesse for Eurovision pludselig i helt nye højder, og sangkonkurrencen gik hen og fik et come-back i den danske mentalitet.
| Nr. | Sang                      | Kunstner         | Komponister                      | Point | Placering |
| 1   | "Smuk som et stjerneskud" | Brødrene Olsen   | Jørgen Olsen                     | 58    | 1.        |
| 2   | "Lykkefugl"               | Trine Gadeberg   | Helge Engelbrecht                | 22    | 5.        |
| 3   | "Hva' så med mig"         | Charlotte Vigel  | Rasmus Schwenger                 | –     | 6.        |
| 4   | "Den drømmende by"        | Johnny Jørgensen | Hans-Henrik Koltze, Morten Kærså | –     | 6.        |
| 5   | "Julian"                  | Lotte Lisby      | Jan Klausen, Jan Lysdahl         | –     | 6.        |
| 6   | "Lov mig at du bli'r her" | Fenders          | Kristian Løhde, Jørn Hansen      | –     | 6.        |
| 7   | "Mayday mayday"           | Aida             | Iben Plesner, Ivar Lind Greiner  | 38    | 4.        |
| 8   | "Sig du vil ha' mig"      | Gry Johansen     | Gry Johansen, Per Meilstrup      | –     | 6.        |
| 9   | "Stjernen der viser vej"  | Ole Skovhøj      | Jan Parber, Jes Kerstein         | 42    | 2.        |
| 10  | "Uden dig"                | Sanne Gottlieb   | Lise Cabble, Mette Mathiesen     | 40    | 3.        |

| Musik | Spire Denne musikartikel er en spire som bør udbygges. Du er velkommen til at hjælpe Wikipedia ved at udvide den. |